# Elektrana na valove Islay LIMPET
Elektrana na valove Islay LIMPET je prva elektrana na valove koja je bila spojena na elektroenergetski sustav Ujedinjenog kraljevstva. Prvi prototip koji je ugrađen 1991., imao je snagu 75 kW, dok je 2000., na škotskom otoku Islay sagrađena druga elektrana na valove, koja je imala snagu 500 kW.
Elektrana na valove Islay LIMPET ima ugradene Wellsove turbine. Wellsova turbina je ustvari niskotlačni vjetroagregat, koji se može okretati neprestano, bez obzira da li zrak ulazi u turbinu ili se vraća (dvosmjerna turbina). Njegove lopatice sliče krilu zrakoplova (aeroprofil krila), ali su za razliku od njega simetrične, što smanjuje nešto stupanj iskorištenja turbine. Stupanj iskorištenja Wellsove turbine se kreće od 0,4 do 0,7. Wellsovu turbinu je otkrio Alan Arthur Wells, profesor na Sveučilištu u Belfastu.
Ujedinjeno kraljevstvo započelo je s još dva projekta, koja su u izgradnji, a koristit će Wellsove turbine, i to: elektrana na valove Orkney (Škotska), snage 2,4 MW i elektrana na valove Siadar (Škotska), snage 4 MW.

## Vanjske poveznice
- Animation showing OWC wave power plant" Prikaz rada Wellsove turbine